# Juan de Tolosa (conquistador)
Pour les articles homonymes, voir Juan de Tolosa (homonymie).
Juan de Tolosa est un conquistador basque-espagnol du XVIe siècle. Il découvrit de riches gisements d'argent près de la ville de Zacatecas, au Mexique, en 1546 ,